# Poecilomorpha amabilis
Poecilomorpha amabilis es una especie de coleóptero de la familia Megalopodidae.

## Distribución geográfica
Habita en Nyassa África.